# 艾奇森學院
艾奇森學院（英語：Aitchison College），是巴基斯坦的一所半私立、日校混合寄宿制的男校，位於拉合尔。学校在1886年年奠基，其名來自当时来自英国的旁遮普总督查尔斯·艾奇森。
它是巴基斯坦在G30学校组织中唯一的代表学校，孕育了该国不少的精英人士，包括了现任总理伊姆蘭·汗。

## 外部連結
- 官方网站